# Kate Siegel
Kate Siegel, pseudonimo di Kate Gordon Siegelbaum (Silver Spring, 9 agosto 1982), è un'attrice e sceneggiatrice statunitense.

## Biografia
Laureata in Recitazione all'Università di Syracuse nel 2004, deve la sua notorietà soprattutto per aver partecipato, negli ultimi anni, a numerose pellicole di genere horror, sia in veste di attrice, sia di sceneggiatrice. Tra queste Oculus - Il riflesso del male (2013), Il terrore del silenzio (2016) e le recenti produzioni Netflix Il gioco di Gerald (2017), The Haunting (2018-2020) e Midnight Mass (2021) il cui regista è il marito dell'attrice, Mike Flanagan.
Nel novembre 2023, si aggiunge al cast del lungometraggio The Life of Chuck, diretto da Mike Flanagan, nonché adattamento dell'omonimo racconto dello scrittore statunitense Stephen King.

## Filmografia

### Attrice

#### Cinema
- The Curse of the Black Dahlia, regia di Dan Goldman (2007)
- Hacia la oscuridad, regia di Antonio Negret (2007)
- Steam, regia di Kyle Schickner (2007)
- Knocked Down, regia di Ted Collins – cortometraggio (2008)
- Puke in My Mouth, regia di David Fine – cortometraggio (2009)
- Wedding Day, regia di André Gordon (2012)
- The Collector, regia di Darian Lane – cortometraggio (2012)
- Man Camp, regia di Brian Brightly (2013)
- Oculus - Il riflesso del male (Oculus), regia di Mike Flanagan (2013)
- See How They Run, regia di Rand Vossler (2014)
- Dead Room: Origins, regia di Dexter Goad – cortometraggio (2014)
- The Program, regia di Dylan Mulick – cortometraggio (2015)
- Wine Jabs, regia di Lou Baldanza – cortometraggio (2015)
- Hot, regia di Victor Warren (2016)
- Il terrore del silenzio (Hush), regia di Mike Flanagan (2016)
- Ouija - L'origine del male (Ouija: Origin of Evil), regia di Mike Flanagan (2016)
- Il gioco di Gerald (Gerald's Game), regia di Mike Flanagan (2017)
- Let's Go Down, regia di Phil Davis – cortometraggio (2019)
- Hypnotic, regia di Matt Angel e Suzanne Coote (2021)
- The Wrath of Becky, regia di Matt Angel e Suzanne Coote (2023)
- The Life of Chuck, regia di Mike Flanagan (2024)

#### Televisione
- Ghost Whisperer - Presenze (Ghost Whisperer) – serie TV, episodio 4x12 (2009)
- Numb3rs – serie TV, episodio 6x14 (2010)
- Castle – serie TV, episodio 4x19 (2012)
- The Unknown – serie TV, episodio 1x03 (2012)
- Where Would We Be, regia di David Crabtree – episodio pilota (2012)
- Mob City – serie TV, episodio 1x06 (2013)
- The Haunting – serie TV, 10 episodi (2018-2020)
- Hawaii Five-0 – serie TV, episodio 10x14 (2020)
- Midnight Mass, regia di Mike Flanagan – miniserie TV (2021)
- Un amore senza tempo - The Time Traveler's Wife (The Time Traveler's Wife) – serie TV, episodi 1x01-1x02-1x06 (2022)
- La caduta della casa degli Usher (The Fall of the House of Usher) – miniserie TV, 7 episodi (2023)

#### Videogiochi
- Death Stranding 2: On the Beach – (2025)

### Sceneggiatrice
- Il terrore del silenzio (Hush), regia di Mike Flanagan (2016)

## Doppiatrici italiane
Nelle versioni in italiano delle opere in cui ha recitato, Kate Siegel è stata doppiata da:
- Selvaggia Quattrini in The Haunting, Midnight Mass, Hypnotic, Un amore senza tempo - The Time Traveler's Wife
- Tatiana Dessi in Il terrore del silenzio
- Stella Musy in Ouija - L'origine del male
- Benedetta Ponticelli in Il gioco di Gerald
- Francesca Fiorentini in Hawaii Five-0
- Mattea Serpelloni[3] in La caduta della casa degli Usher[4]